# Марія Павлівна

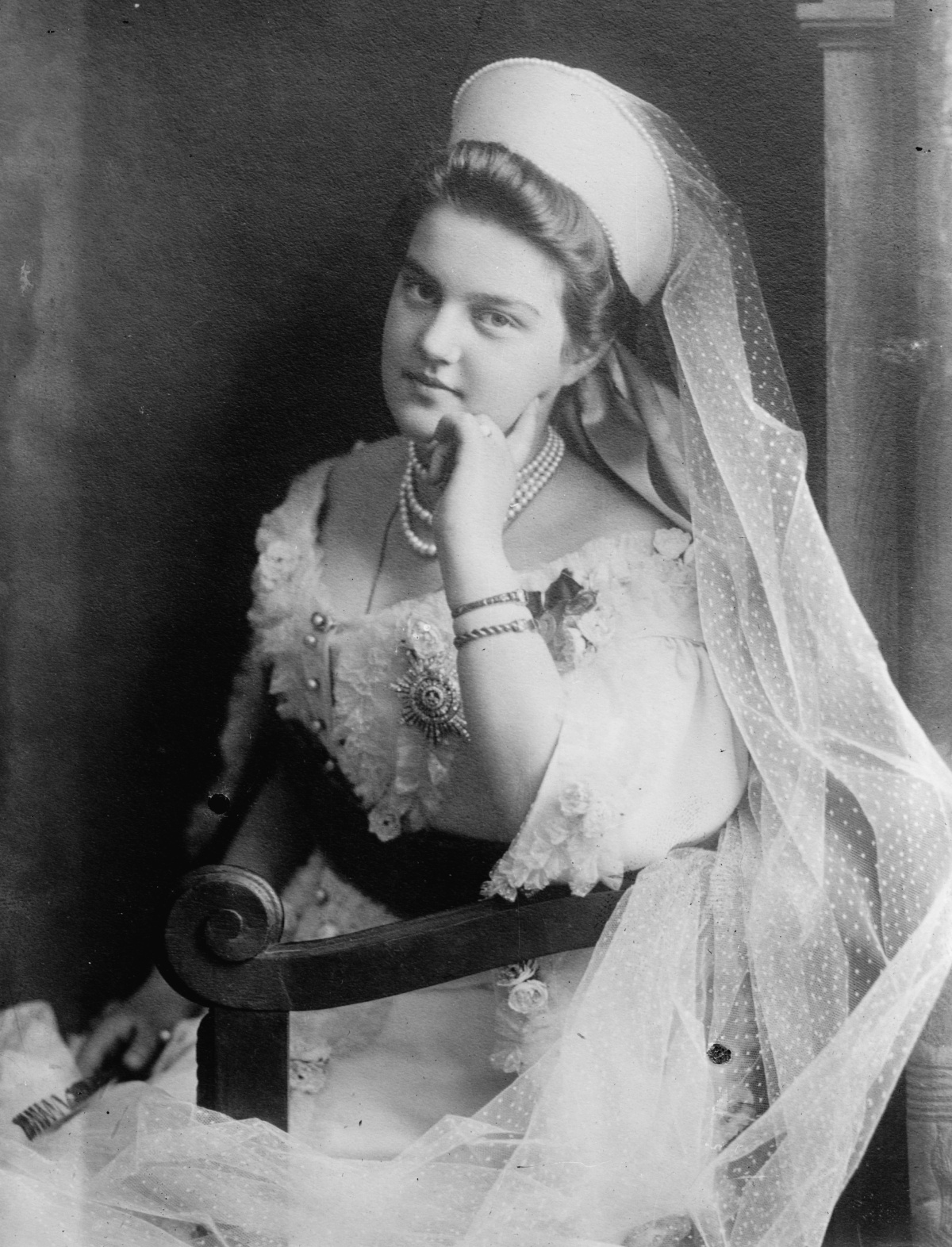
Марія Павлівна (1890—1958)

Марія Павлівна (6 квітня (18 квітня) 1890, Санкт-Петербург, Російська імперія — 13 січня 1958, Констанц, Західна Німеччина) — російська велика княжна, пізніше велика княгиня, донька великого князя Павла Олександровича і грецької принцеси Олександри Георгіївни. Онука Олександра II по батьківській лінії та праправнучка Миколи I по материнській лінії (через свою бабку Королеву Ольгу Костянтинівну Грецьку). Медична сестра, мисткиня та хокеїстка.

## Біографія

### Дитинство
Народилася 6 квітня (18 квітня) 1890 року в Санкт-Петербурзі в палаці на Англійській набережній, 68 (колишній особняк барона Штігліца) першою дитиною в родині великого князя Павла Олександровича і грецької принцеси Олександри Георгіївни.
Хрещена в православ'ї в придворному соборі Спаса Нерукотворного в Зимовому палаці.
У півтора року втратила матір, яка раптово померла 12 (24) вересня 1891 року під час передчасних пологів у підмосковній садибі Ільїнське, де сім'я перебувала в гостях у великого князя Сергія Олександровича.
Разом зі своїм молодшим братом Дмитром Павловичем виховувалася англійськими нянями Ненні Фрай і Ліззі Гроув. Виховання проходило англійською мовою і до шести років дівчинка не говорила російською, спілкуючись з батьком лише двічі на день. Пізніше її вихованням займалася гувернантка Елен. Періоди різдвяних свят діти проводили в Москві, в колі великого князя Сергія Олександровича і його дружини Єлизавети Федорівни.
14 (26) травня 1896 року Марія Павлівна була присутня в Москві на урочистостях з нагоди коронації імператора Миколи II в Московському Кремлі, а влітку 1897 року здійснила разом з братом першу закордонну подорож до Великої Британії та Франції (Сен-Жан-де-Люз). Осінь і весну сім'я провела в Царському Селі, де діти спілкувалися зі своїми кузинами — дітьми імператора Ольгою і Тетяною, а влітку 1898 року поїхали до Німеччині (Бад-Кройцнах).
Восени 1898 року дівчину переселили з дитячих апартаментів до кімнати її покійної матері на другому поверсі палацу. В цей же час, як виховні заходи, почалися її перші відвідування петербурзьких лікарень Червоного Хреста.
29 серпня 1902 року в Царському Селі Марія вперше брала участь в офіційній церемонії одруження грецького принца Миколи з великою княжною Оленою Володимирівною в зв'язку з чим для дівчинки було пошито першу придворну сукню з блакитного атласу в російському стилі.
З 1895 року батько Марії вступив у стосунки з одруженою Ольгою фон Пістолькорс, яка 9 січня 1897 року народила від нього сина Володимира, що призвело до її розлучення. 10 жовтня 1902 року повінчавшись в Ліворно з Ольгою фон Пістолькорс, він вступив з нею в морганатичний шлюб, у зв'язку з чим в Римі великий князь Сергій Олександрович оголосив вердикт Миколи II, за яким князь позбавлявся всіх привілеїв і офіційних джерел доходів; йому заборонялося повернення до Росії, а опікунами дітей від першого шлюбу ставали великий князь Сергій Олександрович і його дружина Єлизавета Федорівна. Восени 1902 року Марія і її брат Дмитро були перевезені з Санкт-Петербурга до Москви.

### Перший шлюб

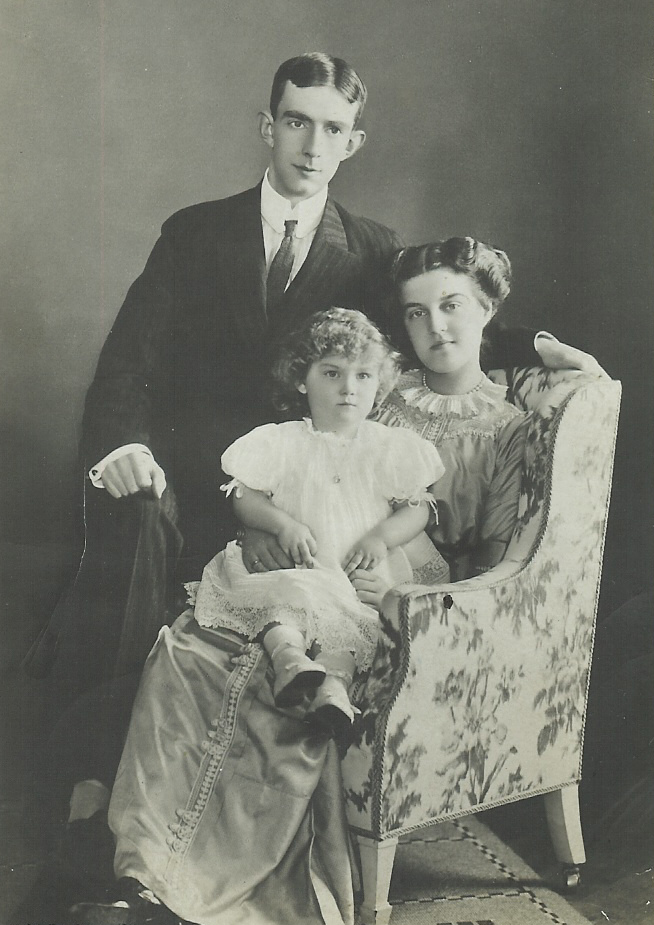
Марія з чоловіком Вільгельмом та сином Леннартом, 1911

В 1908 році Марія Павлівна була видана в шлюб з шведськем принцом Вільгельмом (1884—1965), другим сином Густава V. Шлюб був укладений з політичних і династичним міркувань, почуттів молодята одне до одного не відчували. Через рік народила сина Леннарта (1909—2004).
В 1913 році велика княгиня залишила чоловіка і повернулася до Росії, залишивши сина в Швеції. Шлюб був офіційно розірваний за рік. Марія Павлівна говорила про гомосексуальність Вільгельма, однак підтверджень цьому немає, а незабаром після розлучення він вступив у близькі стосунки з іншою жінкою.
У роки Першої світової війни Марія закінчила курси сестер милосердя і працювала на фронті. Марія завжди була близька з молодшим братом Дмитром і після вбивства Распутіна в числі інших родичів царя просила про пом'якшення покарання великого князя.

### Другий шлюб
6 (19) вересня 1917 пошлюбила Сергія Михайловича Путятіна, сина царедворця Михайла Путятіна. Коли спалахнула Жовтнева революція, Марія вже була вагітна і не могла виїхати. 15 червня 1918 року в Павловську народила сина Романа і, залишивши дитину на свекруху, поїхала з чоловіком до Румунії (де її прихистив король), а потім до Парижу. 29 липня 1919 року в Бухаресті від кишкового захворювання помер її син.
В еміграції вона деякий час займалася виготовленням вишивки та мережив, завідувала кооперативом з їх виробництва, працювала фотографкою для журналів мод. Жила в Німеччині, Швеції, Іспанії. З чоловіком розлучилася (29.04.1923).

### Останні роки
До самої смерті брата Дмитра підтримувала з ним теплі стосунки. Близько 12 років вона прожила в США, де написала книгу мемуарів, що мала великий успіх, потім поїхала до Аргентини. Після Другої світової війни повернулася до Європи, жила разом з сином в успадкованому ним в 1922 р від батька маєтку на острові Майнау в Боденському озері.
Марія Павлівна померла 13 грудня 1958 року в Констанці (Західна Німеччина) від пневмонії. Похована на острові Майнау поруч з братом.